# ترینیداد خیمنس
ترینیداد خیمنس (انگلیسی: Trinidad Jiménez؛ زادهٔ ۴ ژوئن ۱۹۶۲) یک سیاست‌مدار اهل اسپانیا است.